# M31-V1
M31-V1, conosciuta anche come BASW 1, è una stella variabile Cefeide situata nella Galassia di Andromeda. Il periodo della stella è di circa 30,41 giorni.
Basandosi sulla Legge di Leavitt successivamente riportata, la sua magnitudine assoluta media stimata nel visibile è tra -5,34 e -5,18.
{\displaystyle M_{\mathrm {v} }=(-2.43\pm 0.12)\left(\log _{10}P-1\right)-(4.05\pm 0.02)}

## Storia
Il 26 aprile 1920, gli astronomi Harlow Shapley dell'Osservatorio di Mount Wilson e Heber Curtis dell'Osservatorio di Lick tennero un dibattito alla Smithsonian Institution di Washington D.C.. Il tema riguardava la natura delle cosiddette "nebulose a spirale" e le dimensioni dell'Universo. Nel 1915, Shapley aveva misurato le dimensioni della Via Lattea, scoprendo che era molto più grande di quanto la maggior parte degli astronomi avesse immaginato. Egli sosteneva che la Via Lattea fosse l'intero universo e che le nebulose a spirale fossero oggetti più piccoli situati al suo interno. Curtis, invece, credeva che fossero galassie, ognuna delle dimensioni della Via Lattea, quindi molto grandi e lontane. Il dibattito non portò a una conclusione definitiva.
Qualche anno dopo, nel 1923, Edwin Hubble riuscì a chiarire la questione. Utilizzando il telescopio Hooker da 100 pollici e le lastre di vetro dell'Osservatorio di Mount Wilson, scoprì una stella variabile all'interno di M31 (una "nebulosa a spirale", allora nota come "Grande nebulosa di Andromeda"). Hubble, utilizzando tale stella come candela standard per misurare distanze, poté misurare la distanza di M31, dimostrando inequivocabilmente che si trattava di una galassia indipendente situata a notevole distanza dalla nostra. Questa scoperta ampliò notevolmente la nostra comprensione delle dimensioni dell'universo. Se le numerose nebulose a spirale visibili erano anch'esse galassie, dovevano essere ancora più lontane, suggerendo che l'universo fosse enormemente vasto.
La Stella di Hubble, la prima variabile trovata in M31, è stata la stella che ha significativamente modificato la nostra percezione del cosmo.

### Esplicative
1. ↑  "BASW" è l'acronimo di "Baade+Swope", ovvero di Walter Baade e Henrietta Hill Swope, due astronomi che hanno studiato alcune stelle variabili Cefeidi nella Galassia di Andromeda.

### Bibliografiche
1. 1 2 3   Observing Campaign on Hubble's First Variable in M31: M31_V1, su aavso.org.
2. 1 2   BASW 1, su simbad.cds.unistra.fr.
3. ↑   WebObs Search, su app.aavso.org.
4. ↑   Hubble's Star, su en.m.wiktionary.org.
5. ↑   Dictionary of Nomenclature of Celestial Objects, su cds.unistra.fr.
6. ↑   Paule Hodge, Baade & Swope's Study of Cepheids in M31, in Astrophysical Journal, Centennial Issue, 525C, 1999,  p. 1020, Bibcode:1999ApJ...525C1020H.
7. ↑   Compass and Scale Image of Cepheid Variable V1 in M31, su hubblesite.org.
8. ↑   Benedict G.F., et al., Hubble Space Telescope Fine Guidance Sensor Parallaxes of Galactic Cepheid Variable Stars: Period-Luminosity Relations, in The Astronomical Journal, vol. 133.
9. ↑   E. P. Hubble, A spiral nebula as a stellar system, Messier 31, in Astrophysical JournalEngl, vol. 69, 1929,  pp. 103-158, DOI:10.1086/143167.
10. ↑   The star that changed the cosmos: M31-V1, su astronomy.com.